# AIST (misil)
AIST es un misil de crucero último desarrollo del Comité Industrial Militar Estatal de Bielorrusia. Es un misil de crucero subsónico de corto alcance y alta precisión desarrollado en estrecha cooperación con expertos ucranianos y chinos.

## Descripción general
El lanzador más probable para el misil de crucero Aist es el sistema de lanzamiento múltiple universal (MLRS) Polonez, basado en un chasis de ruedas MZKT-7930 Astrolog.
Los vehículos de este tipo se utilizan ampliamente como plataforma para varios sistemas de armas, principalmente los producidos en Rusia. En particular, los chasis de ruedas 4x4 bielorrusos se utilizan como plataforma para el sistema de misiles balísticos de corto alcance ruso Iskander y el misil de crucero paquistaní Hatf VII Babur.
El chasis terrestre comprenderá todos los componentes necesarios de un vehículo de combate y de lanzamiento-cargador. Cada vehículo de combate llevará dos o tres misiles.
El misil de crucero Aist está equipado con un motor turbofan para misiles de crucero subsónicos y vehículos aéreos no tripulados MS-400 producidos por la empresa ucraniana Motor Sich. El misil de crucero chino DF-10 (CJ-10) y el misil de crucero paquistaní Hatf VII Babur también están equipados con este tipo de motor.

## Especificaciones (con motor turbofan MS-400)
- empuje máximo de crucero – 400 kgf;
- consumo de combustible: hasta 0,8 kg/kgf;
- diámetro – 320 mm;
- longitud (con línea de escape extendida) – 1100 mm;
- altura (incluidos los componentes del soporte del motor) – 455 mm;
- masa bruta en vacío – 85 kg.
- masa bruta de lanzamiento – alrededor de 1500 kg;
- carga de combate – 350 kg; longitud – 6 m;
- diámetro – 0,57 m; envergadura – 2,7 m;
- alcance – 500 km; Velocidad del misil: hasta 900 km/h.